# Elezioni presidenziali a Cipro del 2013
Le elezioni presidenziali a Cipro del 2013 si tennero il 17 febbraio (primo turno) e il 24 febbraio (secondo turno).

## Risultati
| Nikos Anastasiadīs      | Raggruppamento Democratico             | 200 591 | 45,46 | 236 965 | 53,70 |  |  |  |
| Stavros Malas           | Partito Progressista dei Lavoratori    | 118 755 | 26,91 | 175 267 | 39,72 |  |  |  |
| Giorgos Lillikas        | Movimento dei Socialdemocratici - EDEK | 109 996 | 24,93 |         |       |  |  |  |
| Giorgos Charalambous    | Fronte Popolare Nazionale              | 3 899   | 0,88  |         |       |  |  |  |
| Praxoula Antoniadou     | Democratici Uniti                      | 2 678   | 0,61  |         |       |  |  |  |
| Makaria-Andri Stylianou | Indipendente                           | 1 898   | 0,43  |         |       |  |  |  |
| Lakis Ioannou           | Movimento Socialista Popolare          | 1 278   | 0,29  |         |       |  |  |  |
| Solon Gregoriou         | Indipendente                           | 792     | 0,18  |         |       |  |  |  |
| Kostas Kyriacou         | Indipendente                           | 722     | 0,16  |         |       |  |  |  |
| Andreas Efstratiou      | Indipendente                           | 434     | 0,10  |         |       |  |  |  |
| Loukas Stavrou          | Indipendente                           | 213     | 0,05  |         |       |  |  |  |
| Totale                  | Totale                                 | 441 256 | 100   | 441 256 | 100   |  |  |  |
|                         |                                        |         |       |         |       |  |  |  |
| Voti non validi         | Voti non validi                        | 12 278  | 2,71  | 3 753   | 0,84  |  |  |  |
| Votanti                 | Votanti                                | 453 534 |       | 445 009 |       |  |  |  |